# Double (Double/Midnight Parade/Milky Way: Kimi no Uta)
Double (Double/Midnight Parade/Milky Way: Kimi no Uta) è un singolo della cantante sudcoreana BoA, pubblicato nel 2003.

## Tracce
Versione giapponese
1. Double
2. Midnight Parade
3. Milky Way: Kimi no Uta
4. Double (Instrumental)
5. Midnight Parade (Instrumental)
6. Milky Way: Kimi no Uta (Instrumental)

Versione coreana
1. Double
2. Always (이별풍경)
3. Milky Way (Club Remix)
4. Double (Instrumental)
5. Always (이별풍경) (Instrumental)